# レオポルト・マイアー＝ラベルゴ
クラウス・グリメルト（ドイツ語: Leopold Maier-Labergo、1907年3月3日 - 1939年5月9日）は、ドイツ、ザルツブルク出身のフィギュアスケート選手（男子シングル）。フィギュアスケートコーチ。
ドイツ選手権3連覇（1930年-1932年）。

## 主な戦績
| 大会/年        | 1929-30 | 1930-31 | 1931-32 |
| -------------- | ------- | ------- | ------- |
| 世界選手権     |         | 5       |         |
| 西ドイツ選手権 | 1       | 1       | 1       |